# 구크
구크(Gook, /ˈɡuːk/ 또는 /ˈɡʊk/) 또는 국은 서양인들이 중국인을 포함한 동아시아인들을 멸칭적으로 부르는 속어으로, 1920년 아이티에 근무했던 미해병들은 아이티족을 가리킬 때 처음 '국'이라는 단어를 사용했다. 이는 영화 'Good morning, Vietnam'에서 사용 예시를 볼 수 있다. 이후 동아시아에서 한국전쟁이 일어나자 '국'은 한국을 침략해온 중공군을 비하하는 용도로 사용됐으며, 미군이 쏜 기관포에 중국인들의 머리가 떨어져나가 헐거운 자켓처럼 흘러내려가는 모습을 비하하여 '칭켓(칭크 자켓)'과 함께 중국인을 가리키는 멸칭으로 사용되었고, 동남아시아에서 베트남 전쟁이 일어나자 '국'은 베트남군인 베트콩을 지칭하는 멸칭으로 사용되었다. 이렇듯 과거에는 동아시아 동남아시아의 황인종 공산당에 적개심을 품은 서구 자유진영에서 주로 사용되던 '국'이란 멸칭은, 냉전종식 이후 황인종 전체를 향해 광범위하게 사용되었으며, 근래 한국의 해외진출이 증가하여 국제적 존재감이 증가하자 90년대 후반부터 주로 한국인을 지칭하는 멸칭이 되었다. 외국인이 국적을 물을 시 영어에 서툰 한국인이 '한국이요! 한국!'이라 대답하는 경우, '국'이 'gook'으로 들렸기 때문이다. 재미 한국인 저스틴 전 감독이 만든 LA폭동을 다룬 2017년 영화 'Gook'에서 이를 다루고 있다. 